# Karolina Micuła
Karolina Micuła (ur. 16 listopada 1988 w Rzeszowie) – polska artystka, wokalistka i performerka, aktywistka polityczna, podwójna laureatka 38. Przeglądu Piosenki Aktorskiej we Wrocławiu (2017), laureatka Nagrody Specjalnej WARTO Gazety Wyborczej (2018) za artaktywizm.
W 2017 Karolina Micuła ukończyła Niepubliczne Studium Musicalowe „Capitol” we Wrocławiu.
Micuła to jej solowy projekt muzyczny. Pod szyldem Momo Prodakszyn produkuje teledyski. Działa interdyscyplinarnie na styku muzyki i teatru. 
Jest inicjatorką, producentką i dyrektorką artystyczną Babskiego Grania.

## Micuła
Projekt muzyczny Karoliny Micuły.
Single:
- „Piękny koniec”[3] – premiera 1 stycznia 2021 r., sł. Karolina Micuła i Kamil Błoch, muz. Karolina Micuła i Tymek Witczak, produkcja: Tymek Witczak i Grzegorz Rdzak.
- „Miasto na W”[4] – premiera 30 kwietnia 2021 r., sł. Kamil Błoch i Karolina Micuła, muz. Karolina Micuła, produkcja: Alaksandr Porakh i Grzegorz Rdzak.
- „Organic Love”[5] – premiera 18 czerwca 2021 r., sł. Karolina Micuła i Kamil Błoch, muz. Karolina Micuła, produkcja: Grzegorz Rdzak.

Teledyski:
- „Miasto na W”[4] – premiera 30 kwietnia 2021 r., art director: Katarzyna Borelowska, produkcja Momo Prodakszyn.
- „Piękny koniec”[3] – premiera 24 maja 2021 r., art director: Piotr Matosek, produkcja Momo Prodakszyn.
- „Organic Love”[5] – premiera 18 czerwca 2021 r., art director: Karolina Micuła, produkcja Momo Prodakszyn.

## Nagrody i wyróżnienia
Nagrody:
- 38. Przegląd Piosenki Aktorskiej we Wrocławiu: Nagroda Specjalna Stowarzyszenia Autorów ZAiKS za najlepsze wykonanie polskiej piosenki: za Arahja[6] zespołu Kult, 31 marca 2017 r.[7][1]
- 38. Przegląd Piosenki Aktorskiej, Tukan Publiczności, 31 III 2017[1].
- Nagroda Specjalna WARTO wrocławskiej Gazety Wyborczej za łączenie działalności artystycznej i społecznej, 2018[1].
- Herosi Kultury na O!Lśnieniach Onetu: Reżyser Oskar Sadowski wraz z kolektywem Aurora oraz Artystkami i Artystami za rewolucyjny performans Dziady na Mickiewicza, Kraków, 5 III 2021.
- Best First Time Music Director at the International Music Video Awards for MICUŁA: Organic Love[8], reż. Karolina Micuła, MOMO Prodakszyn, Londyn, 25 VI 2021.
- Best Low Budget Music Video at the International Music Video Awards for MICUŁA: Miasto na W[9], reż. Katarzyna Borelowska; MOMO Prodakszyn, Londyn, 25 VI 2021
- Best Actress at the Munich Music Video Awards for Monika Rak in MICUŁA: Miasto na W[9], reż. Katarzyna Borelowska, MOMO Prodakszyn, Monachium, 30 VII 2021.

Wyróżnienia:
- Best Production Honorable Mention at the Munich Music Video Awards for MICUŁA: Organic Love[8], reż. Karolina Micuła, MOMO Prodakszyn, Monachium, 30 VII 2021.
- Best LGBT Music Video Honorable Mention at the International Music Video Awards for MICUŁA: Miasto na W[9], reż. Katarzyna Borelowska, Londyn, 25 VI 2021.
- Best LGBT Music Video Honorable Mention at the International Music Video Awards for MICUŁA: Organic Love[8], reż. Karolina Micuła, Londyn, 25 VI 2021.
- Wyróżnienie w plebiscycie Wspieram Kobiety Fashion Group i Centrum Praw Kobiet w kategorii Artystka, 18 II 2021.
- Finalistka 24. Ogólnopolskiego Festiwalu Piosenki Artystycznej, Rybnik, 22 II 2020.
- Archiwum Osiatyńskiego: Sylwetka twórcza uwzględniona w dziale Kultura[10], wpis: 22 października 2018 r.

## Uwaga, tu Obywatelka!
21 września 2018 r., krótko po śmierci Kory miał premierę recital Karoliny Micuły „Uwaga, tu Obywatelka!” z piosenkami zespołów Maanam, Obywatel GC, Republika i własnymi na dużej Scenie Gadzickiego Teatru im. H. Modrzejewskiej w Legnicy.
„Uwaga, tu Obywatelka!” gościła na Festiwalu Smolna Fest w 2018 w Warszawie, na Dniach Ciechowskiego w Toruniu 2019 i została zarejestrowana na Festiwalu OFF-Północna w Teatrze Muzycznym w Łodzi w 2020 roku.

## Babskie Granie
Micuła jest inicjatorką, producentką i dyrektorką artystyczną, cyklu koncertów charytatywnych na rzecz wrocławskiego oddziału Fundacji Centrum Praw Kobiet, wspierającej kobiety doświadczające przemocy.

## Teatr i Performance
- 2020: „Manifesta”, reż. Oskar Sadowski, dramaturgia Zofia Krawiec, muz. Avtomat, Role: Harvey Milk, Zoe Leonard. Premiera: 18.12.2020.
- 2020: „Dziady na Mickiewicza”, reż. Oskar Sadowski, dramaturgia Anka Herbut, muzyka: Baasch, rola: Guślarka. 31.10.2020. Szklany Dom na Żoliborzu.
- 2019: „Casting!” Weronika Murek, reż. Katarzyna Szyngiera. Rola: Lewicowy reżyser, również współautorstwo muzyczne. Premiera: 27.03.2019 r. w ramach Nurtu OFF 40. Przeglądu Piosenki Aktorskiej we Wrocławiu
- 2019: „Kronika Polska” Agnieszka Wolny-Hamkało wg Galla Anonima, reż. Katarzyna Dudzic-Grabińska. Rola: Głos, premiera: 23.03.2019 r. w ramach Nurtu OFF 40. Przeglądu Piosenki Aktorskiej we Wrocławiu.
- 2019: „Legenda” Stanisław Wyspiański, reż. Grzegorz Grecas. Rola: Guślarka, również opracowanie muzyczne. Premiera 14.01.2019 r. Teatr Dormana w Będzinie.
- 2018: „Spólnota” Marta Streker i Piotr Froń, reż. Marta Streker, Rola: Irena Krzywicka, premiera: 3 XI 2018 r. w Centrum Historii Zajezdnia we Wrocławiu, produkcja: Teatr Układ Formalny.
- 2018: „Uwaga, tu Obywatelka!” – recital Karoliny Micuły. Reżyseria, produkcja, współtworzenie muzyki, aranżacji i wykonanie. Premiera: 21.09.2018 r. Teatr Modrzejewskiej w Legnicy.
- 2018: „68 obcych osób”, reż. Grzegorz Laszuk (Komuna/Warszawa), Rola: osoba 27, performance towarzyszący wystawie Obcy w domu. Wokół marca ‘68, 13-15.07.2018 r., Muzeum Historii Żydów Polskich Polin, Warszawa.
- 2018: „Śmierć Ellenai” Feliks Nowowiejski, Recytatyw poematu „Anhelli” Juliusza Słowackiego, Festiwal Muzyki Polskiej, 4.07.2018 r., Muzeum Sztuki i Techniki Japońskiej Manggha w Krakowie.
- 2018: „Odprawa Posłów Greckich” J. Kochanowski, reż. Katarzyna Dudzic-Grabińska, udział w nagraniach audio i video do spektaklu, również współautorstwo muzyczne chóru O białoskrzydła.., spektakl dyplomowy z Reżyserii Teatru Lalek, premiera 18.06.2018 r., AST Wrocław.
- 2018: „Odpływ-a-my”, reżyseria i obsada w performansie grupy artystycznej Gang Delfinów dla Galerii Sztuki Współczesnej w Opolu, 24.03.2018 r.
- 2018: „3S”, performans grupy insoundout (Ilona Krawczyk, Olga Kunicka i Karolina Micuła) we współpracy z reż. Martyną Majewską, Muzeum Teatru im. Henryka Tomaszewskiego, pokazy zamknięte 17-18.02.2018 r.
- 2017: Sound Like Theater – rezydencja artystyczna w Gandawie (Belgia) z grupą performerską insoundout (Ilona Krawczyk, Olga Kunicka, Karolina Micuła), 14-21.12.2017 r., połączona z pokazem work in progress i otwartymi warsztatami w In The Ruimte w Gandawie.
- 2017: „Polskie Wesele Bez Cenzury”, udział w performansie i videoarcie Katarzyny Perlak. Rola: Andżela. Projekt w ramach rezydencji artystycznej Arts Territory i The Illusion of Return, finał 10.11.2017 r. w Studio BWA Wrocław.
- 2017: „Fidelio”. van Beethoven, reż. Rocc, dyr Marcin Nałęcz-Niesiołowski, Rola: Fidelio, premiera 14.10.2017 r. Opera Wrocławska.
- 2017: „Tu mówi Elektra” Marzena Sadocha, reż. Marzena Sadocha, solowy performans muzyczny. Obsada, również: produkcja, asysta i współautorstwo muzyczne. Premiera: 14.09.2017 r. na Scenie Restauracja Teatru Muzycznego Capitol (koprodukcja).
- 2017: „Tu mówi Elektra” – performans uliczny, reż. Marzena Sadocha, fot. Natalia Kabanow, Wrocław, 1.09.2017 r.
- 2017: „Duety Niezręczne” reż. Cezary Studniak, spektakl dyplomowy; obsada i asystentura, pokaz: 18.06.2017 r. na Scenie Ciśnień Teatru Muzycznego Capitol.
- 2017: Dyplom Wokalno-Taneczny, choreografia i reż. Małgorzata Fijałkowska, muz. Piotr Dziubek, pokaz: 17.06.2017 r. na Scenie Ciśnień Teatru Muzycznego Capitol.
- 2017: „Józef K. i Kobiety” wg “Procesu” Franza Kafki, reż. i oprac. Jacek Bończyk, Rola: Artystka (Titorelli) i Narratorka, również asystentka reżysera, premiera 20.04.2017 r. na scenie Studium Musicalowego Capitol we Wrocławiu, również udział w II Ogólnopolskim Festiwalu Dyplomów i Egzaminów Muzycznych „Przygrywka” w Toruniu.
- 2017: „mów do mnie głębiej”, reż. Marzena Sadocha, asystentka reżyser i obsada performansu na finisaż wystawy Meerschmerz – może współdzielne. Echo opery 18.03.2017 r. w Studio BWA Wrocław.

Źródło: Encyklopedia Teatru.

## Filmy i seriale
- O czym szumią zęby, reż. Bartosz Stankiewicz. Film fabularny krótkometrażowy. Producentka, kierowniczka produkcji i kierowniczka planu. Premiera 12 X 2021 r. w kinie PWSFTViT w Łodzi[1].
- Skazana (serial fabularny), reż. Bartosz Konopka. Obsada aktorska: więźniarka, sezon I odc.: 2, 5, 7, 8. Sezon II odc.: 1 (9), 2 (10), 7 (15), 8 (16)[1]
- „Ślad” (serial fabularny), obsada aktorska: Hanna Wierzbicka, reż. Jan Kidawa Błoński, odc. 60[1].
- „Lombard” – życie pod zastaw, serial fabularny, obsada aktorska: Marlena, reż. Piotr Kuciński i Piotr Kolski, odc. 112[13].
- „Sprawiedliwi. Wydział kryminalny” – serial fabularny, obsada aktorska: Anna Ostalczyk, reż. M. Jaszkowski, odc. 196[13].